# الإمارات العربية المتحدة في الألعاب البارالمبية
بدأت دولة الإمارات العربية المتحدة بالمشاركة الفعالة في المجتمع البارالمبي خلال تسعينيات القرن العشرين. ولقد ظهروا لأول مرة في دورة الألعاب البارالمبية الصيفية عام 1992. ومنذ ذلك الوقت فازوا بالعديد من الميداليات البارالمبية. وقد كانت مشاركة البلاد لأول مرة على الساحة البارالمبية الدولية في دورة ألعاب ستوك ماندفيل عام 1990. ويتمتع بعض المتنافسين البارالمبيين في البلاد بتصنيف دولي. حيث شاركت الإمارات العربية المتحدة في العديد من الأحداث البارالمبية الأخرى بما في ذلك دورة الألعاب البارالمبية العربية ودورة الألعاب البارالمبية الآسيوية وألعاب IWAS العالمية وألعاب ستوك ماندفيل وبطولة العالم شبه الأولمبية. (لم تشارك الدولة مطلقًا في دورة الألعاب البارالمبية الشتوية). اللجنة البارالمبية لدولة الإمارات العربية المتحدة هي المنظمة الوطنية، وقد حصلت على اعتراف اللجنة البارالمبية الدولية في عام 1995 وقد جعلت بعد ذلك الفوز بالميداليات واستضافة الأحداث أولوية.

## الألعاب البارالمبية الصيفية
شاركت الدولة لأول مرة في الألعاب البارالمبية في دورة الألعاب البارالمبية الصيفية عام 1992 في برشلونة وذلك بإرسال رياضي واحد فقط (علي سيف) في رفع الأثقال. وقد تنافست الدولة في كل نسخة من دورة الألعاب البارالمبية الصيفية منذ ذلك الحين، وفاز الرياضيون البارالمبيون الإماراتيون بإجمالي تسع ميداليات: ذهبية واحدة وخمس فضيات وثلاث برونزيات. وحتى عام 2008 كان جميع المنافسين الإماراتيين من الرجال ولم يشاركوا إلا في ألعاب القوى ورفع الأثقال. ومع ذلك في دورة الألعاب 2008 شاركت الدولة بأول منافسة نسائية وهي ثريا الزعابي في رمي القرص والرمح بعد أن رفضت في السابق السماح للنساء بتمثيل الدولة في الألعاب البارالمبية. وشهد عام 2008 أيضًا مشاركة الإماراتي عبد الله العرياني في رياضة الرماية - وهي المرة الأولى التي تشارك فيها الدولة في أي رياضة أخرى غير رفع الأثقال أو ألعاب القوى.

## حصيلة الميداليات

### الألعاب البارالمبية الصيفية
| الحدث                            | ذهبية | فضية | برونزية | المجموع | الترتيب |
| الألعاب البارالمبية الصيفية 1992 | 0     | 0    | 0       | 0       | —       |
| الألعاب البارالمبية الصيفية 1996 | 0     | 0    | 0       | 0       | —       |
| الألعاب البارالمبية الصيفية 2000 | 0     | 3    | 1       | 4       | 52nd    |
| الألعاب البارالمبية الصيفية 2004 | 1     | 1    | 2       | 4       | 51st    |
| الألعاب البارالمبية الصيفية 2008 | 0     | 1    | 0       | 1       | 63rd    |
| الألعاب البارالمبية الصيفية 2012 | 1     | 1    | 1       | 3       | 46th    |
| الألعاب البارالمبية الصيفية 2016 | 2     | 4    | 1       | 7       | 38th    |
| الألعاب البارالمبية الصيفية 2020 | 1     | 1    | 1       | 3       | 54th    |
| الألعاب البارالمبية الصيفية 2024 | 0     | 0    | 0       | 0       | —       |
| المجموع                          | 5     | 11   | 6       | 22      |         |

## الحائزون على الميداليات
| الميدالية | الاسم                  | الألعاب            | رياضة       | الحدث                                     |
| --------- | ---------------------- | ------------------ | ----------- | ----------------------------------------- |
| ذهبية     | محمد خميس خلف          | 2004 أثينا         | رفع الأثقال | رجال -82.5 كجم                            |
| ذهبية     | عبدالله سلطان العرياني | 2012 لندن          | الرماية     | بندقية مختلطة 50 متر عرضة أس أتش1         |
| ذهبية     | محمد الحمادي           | 2016 ريو دي جانيرو | ألعاب القوى | 800متر رجال تي34                          |
| ذهبية     | محمد خميس خلف          | 2016 ريو دي جانيرو | رفع الاثقال | رجال -88 كلجم                             |
| ذهبية     | عبدالله سلطان العرياني | 2020 طوكيو         | الرماية     | البندقية 50 متر رجال 3 مواضع أس أتش1      |
| فضية      | أحمد سيف زعل أبو مهير  | 2000 سيدني         | ألعاب القوى | 400م رجال تي36                            |
| فضية      | نصيب عبيد سبيت عريدات  | 2000 سيدني         | ألعاب القوى | 400 متر رجال تي52                         |
| فضية      | حميد حسن مراد عيسى     | 2000 سيدني         | ألعاب القوى | رمي الرمح للرجال أف52                     |
| فضية      | منى عبدالله سليمان     | 2004 أثينا         | ألعاب القوى | رمي الجلة رجال أف32                       |
| فضية      | محمد خميس خلف          | 2008 بكين          | رفع الاثقال | رجال -90 كجم                              |
| فضية      | محمد الحمادي           | 2012 لندن          | ألعاب القوى | 200م رجال تي34                            |
| فضية      | نورا الكتبي            | 2016 ريو دي جانيرو | ألعاب القوى | رمي الجلة للسيدات أف32                    |
| فضية      | عبدالله سلطان العرياني | 2016 ريو دي جانيرو | الرماية     | البندقية الهوائية 10 متر رجال صنف أس أتش1 |
| فضية      | عبدالله سلطان العرياني | 2016 ريو دي جانيرو | الرماية     | بندقية 50م رجال 3 مواضع أس أتش1           |
| فضية      | عبدالله سلطان العرياني | 2016 ريو دي جانيرو | الرماية     | بندقية مختلطة 50 متر عرضة أس أتش1         |
| فضية      | محمد الحمادي           | 2020 طوكيو         | ألعاب القوى | 800م رجال تي34                            |
| برونزية   | أحمد سيف زعل أبو مهير  | 2000 سيدني         | ألعاب القوى | 200م رجال تي36                            |
| برونزية   | علي قمبر علي الانصاري  | 2004 أثينا         | ألعاب القوى | 400م رجال تي37                            |
| برونزية   | محمد بن دباس           | 2004 أثينا         | ألعاب القوى | رمي القرص للرجال أف33-34                  |
| برونزية   | محمد الحمادي           | 2012 لندن          | ألعاب القوى | 100متر رجال تي34                          |
| برونزية   | سارة السناني           | 2016 ريو دي جانيرو | ألعاب القوى | رمي الجلة للسيدات أف33                    |
| برونزية   | محمد الحمادي           | 2020 طوكيو         | ألعاب القوى | 100م رجال تي34                            |

## اللجنة البارالمبية لدولة الإمارات العربية المتحدة
كانت عضوية البلاد معلقة في الجمعية العامة للجنة البارالمبية الدولية عام 1993 في برلين بألمانيا. ثم أصبحت الدولة عضوًا كامل العضوية في اللجنة البارالمبية الدولية في عام 1995 عندما تم التصديق على عضويتها في الجمعية العامة للجنة البارالمبية الدولية في طوكيو باليابان عام 1995. ومن بين الدول الأخرى التي تم قبولها في تلك الدورة إلى جانب الإمارات العربية المتحدة كازاخستان وبرمودا وأوكرانيا وساحل العاج ويوغوسلافيا السابقة وجمهورية قيرغيزستان وقطر ومقدونيا والمملكة العربية السعودية وأنغولا والبوسنة والهرسك. وفي عام 2008 تولى محمد محمد فاضل الهاملي منصب رئيس اللجنة البارالمبية لدولة الإمارات العربية المتحدة وفي الوقت الذي تم فيه تعيين مجلس إدارة جديد للمنظمة. أعطت القيادة الجديدة الأولوية لتحسين المرافق الرياضية المتاحة للرياضيين ذوي الاحتياجات الخاصة في البلاد كجزء من استعدادات البلاد لإرسال رياضييها إلى دورة الألعاب البارالمبية الصيفية 2012. وقررت اللجنة التركيز على تطوير الرياضيين في الرياضات التالية: الرماية ورفع الأثقال وسباق الكراسي المتحركة.
في عام 2010 استضافت البلاد المنتدى الدولي حول الرياضة للأشخاص ذوي الإعاقة. وقد كانت المشاركة في هذا الحدث واستضافته مصدر إلهام للبلاد في محاولة استضافة حدث بارالمبي دولي. إن البلد عضو في اللجنة البارالمبية الآسيوية في منطقة غرب آسيا الفرعية.

## الرياضيون
لقد شهد الرياضيون من البلاد تحسناً كبيراً منذ أن بدأوا المنافسة في الألعاب وبعضهم الآن مصنفون على المستوى الدولي. ومن بين هؤلاء محمد فهداني المصنف الرابع، وجاسم النقبي المصنف السابع عشر، ومحمود البلوشي المصنف السابع والسبعين في سباق 100 متر رجال T54. وفي سباق 100 متر للسيدات T54 احتلت باتريشيا كيلر المرتبة التاسعة عشرة، واحتلت أندريا فون بورين المرتبة الرابعة والعشرين.

## الأحداث

### الألعاب البارالمبية العربية
شاركت البلاد في دورة الألعاب البارالمبية العربية عام 1999 التي أقيمت في عمان بالأردن. وفازوا بأربع ميداليات ذهبية وثلاث ميداليات فضية وخمس ميداليات برونزية في هذا الحدث، واحتلوا المركز العاشر في إجمالي عدد الميداليات بين ستة عشر دولة متنافسة.

### الألعاب البارالمبية الآسيوية
شاركت الإمارات في دورة الألعاب البارالمبية الآسيوية عام 2010 في قوانغتشو. وحصلت ملاله حسن على الميدالية الذهبية في مسابقة دفع الجلة. كما تنافس في الألعاب الزعابي ثريا والزرعوني محمد والأرياني عبد الله سلطان.

### الألعاب العالمية آي دبليو إيه أس
في ديسمبر 2011 استضافت البلاد دورة الألعاب العالمية IWAS وهي الألعاب التي أعقبت دورة ألعاب ستوك ماندفيل.

### العاب ستوك مانديفيلي
تنافست الإمارات العربية المتحدة في أول مسابقة رياضية كبرى للمعاقين في عام 1990 عندما شاركت في دورة ألعاب ستوك ماندفيل. وقد فازوا بالميدالية الذهبية والميداليات الفضية والبرونزية في الألعاب. حيث أرسلوا خمسة رياضيين إلى الألعاب لاعبي رفع الأثقال ولاعبي تنس الطاولة.

### الألعاب البارالمبية الشتوية
لم تشارك الإمارات العربية المتحدة أبدًا في دورة الألعاب البارالمبية الشتوية.

### بطولة العالم النصف أولمبية
وفي عام 1998 شاركت البلاد في بطولة العالم نصف الأولمبية في المملكة المتحدة. وقد حصلت الإمارات العربية المتحدة على ميداليتين ذهبيتين وميداليتين فضيتين وخمس ميداليات برونزية في هذا الحدث.

## الأندية الرياضية
توجد في دولة الإمارات العربية المتحدة العديد من الأندية الرياضية المخصصة للرياضيين ذوي الإعاقة. وهي نادي أبوظبي لرياضة المعاقين ونادي العين لرياضة المعاقين ونادي دبي للرياضات الخاصة ونادي الثقة للمعاقين ونادي خورفكان للمعاقين. وتعتبر هذه الأندية مهمة للبلاد من حيث تطوير المنافسين البارالمبيين للأمة.